# Shaula
Shaula  eller Lambda Scorpii (λ Antliae, förkortat Lambda Sco, λ Sco), som är stjärnans Bayer-beteckning, är en trippelstjärna i den sydöstra delen av stjärnbilden Skorpionen. Den har en skenbar magnitud på +1,62 och är synlig för blotta ögat. Baserat på parallaxmätningar i Hipparcos-uppdraget på 5,7 mas beräknas den befinna sig på ca 570 ljusårs (180 parsek) avstånd från solen.

## Nomenklatur
Lambda Scorpii har det traditionella namnet Shaula, som kommer från det arabiska الشولاء al-šawlā' som betyder "den upphöjda svansen", som den visar sig i svansen av Skorpionen. År 2016 organiserade Internationella astronomiska unionen en arbetsgrupp för stjärnnamn (WGSN)  med uppgift att katalogisera och standardisera riktiga namn för stjärnor. WGSN:s första bulletin av juli 2016 innehåller en tabell över de första två satserna av namn som fastställts av WGSN där också Shaula ingår som namn för Lambda Scorpii Aa.

## Egenskaper
Primärstjärnan Lambda Scorpii A är en blå till vit jättestjärna av spektralklass B1.5 III. Den har en massa som är ca 15 gånger solens massa, en radie som är nästan 9 gånger större än solens och utsänder ca 36 300 gånger mera energi än solen från dess fotosfär vid en effektiv temperatur på ca 25 000 K. Den är en pulserande variabel av Beta Cephei-typ. Den varierar mellan skenbar magnitud 1,59 och 1,65 med en period av 0,213702 dygn eller 5,1288 timmar.
Spektroskopiska och interferometriska observationer har visat att Lambda Scorpii egentligen är en trippelstjärna som består av två stjärnor av spektraltyp B och en stjärna som befinner sig i ett stadium före huvudserien. Stjärnan före huvudserien har en omloppsperiod på 6 dygn och följeslagaren av typ B har en omloppsperiod på 1 053 dygn. De tre stjärnorna ligger i samma omloppsplan, vilket tyder på att de bildades samtidigt. Massorna av pre-huvudserie-stjärnan och typ B-följeslagaren är 2,0 respektive 10,6 solmassor.
En stjärna av 15:e magnituden ligger separerad med 42 bågsekunder, medan en stjärna av 12:e magnituden är separerad med 95 bågsekunder. Det är inte känt huruvida dessa stjärnor är fysiskt förbundna med Lambda Scorpii eller ej, men om de är detta, skulle den första ha en projicerad linjär separering på ca 7 500 astronomiska enheter (AE) och den andra ca 17 000 AE (0,27 ljusår).